# Улица Гиппократа (Рига)
Улица Гиппократа (латыш. Hipokrāta iela) — улица в Видземском предместьи Риги.
Пролегает от перекрёстка с улицей Малиенас до улицы Бикерниеку. Общая длина улицы — 1808 метров.
На всём протяжении покрыта асфальтом. Движение по улице двустороннее. Курсируют автобусы 15, 21, 29, 33 и 63 маршрута, а также троллейбусы 14, и 18 и 35.
Сформирована в середине 70-х годов XX века, во время постройки жилмассива Межциемс. В 1977 году получила название улицы Паула Даугес, в честь латвийского учёного и профессора. В 1991 году получила своё современное название, других переименований не было.

## Застройка
- Дом 1 — общежитие Рижского медицинского колледжа Латвийского университета.
- Дом 2 — больница «Гайльэзерс».
- Дом 3 — общежитие Медицинского колледжа Красного Креста им. Паула Страдиня.
- Дом 4 — Латвийский онкологический центр.
- Дом 25 — Рижское дошкольное учреждение № 241 (ранее — детский сад № 241).
- Дом 25а — Рижское дошкольное учреждение № 242 (ранее — детский сад № 242).
- Дом 27 — Рижская средняя школа № 89, основана в 1978 году[3].
- Дом 29 — Рижская Межциемская основная школа, основана в 1992 году.
- Дом 55 — Межциемский рынок.

## Прилегающие улицы
Улица Гиппократа пересекается со следующими улицами:
- улица Малиенас
- улица Межциема
- улица Седас
- улица Гайльэзера
- улица Веца Бикерниеку
- улица Бикерниеку

## Общественный транспорт
- 🇹 Троллейбусные маршруты 14, 18;
- 🇦 Автобусные маршруты 15, 21, 33, 63.